# Lom (dier)

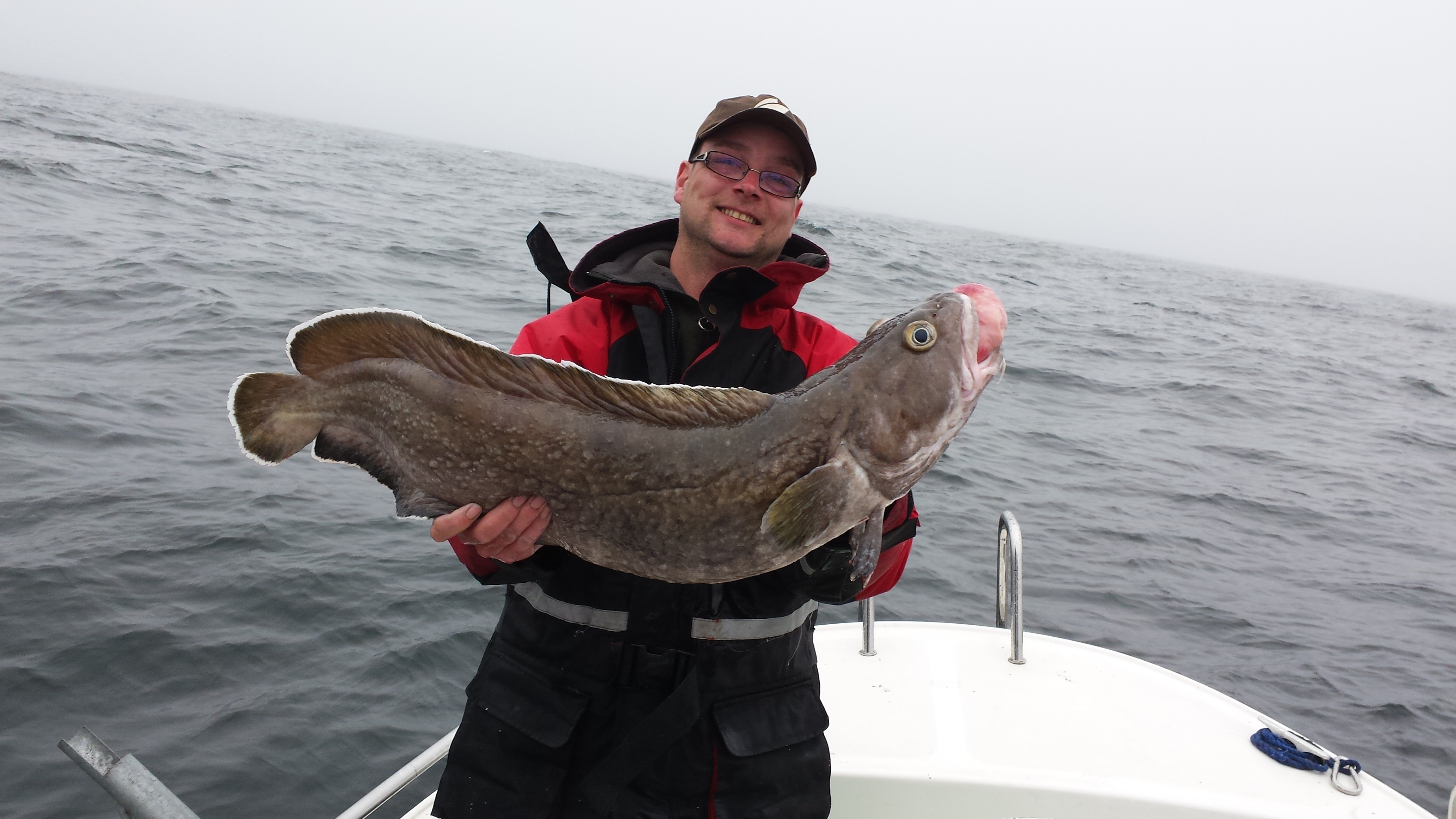
Lom

De lom (Brosme brosme) is een straalvinnige vis uit de familie kabeljauwen (Gadidae), orde kabeljauwachtigen (Gadiformes). De lom komt voor in het noordwesten en noordoosten van de Atlantische Oceaan en in het noorden van de Noordzee.

## Beschrijving
De gemiddelde lengte van de volwassen vis ligt tussen de 40 en 60 centimeter, de vis weegt gemiddeld 8 kilo. Het grootst bekende exemplaar was 110 centimeter lang en woog 30 kilo. De lom kan 20 jaar oud worden.

## Leefgebied
De lom leeft vooral in een diepte tussen 40 en 1000 meter.

## Relatie tot de mens
Op de lom wordt vooral gevist in Noorwegen, in Rusland en voor de kust van IJsland. Meestal wordt de vis gedroogd of gezouten (stokvis of klipvis), maar de lom wordt ook wel ingevroren of rauw gegeten. De lom staat niet op de lijst van bedreigde diersoorten.